# Línea de alta velocidad Burdeos-Toulouse
La nueva  Línea de alta velocidad Burdeos-Toulouse es un proyecto de prolungación de la  Línea de alta velocidad Atlantique. También es parte de una importante línea nueva transversal desde la costa atlántica hasta la costa mediterránea (Narbona). Enlazará con la Línea de alta velocidad Narbona-Toulouse. Está prevista que sigue la autopista A62 entre Agen y Toulouse. El trazado entre Burdeos y Agen esta todavía por definir. Además será la primera línea de la red francesa preparada para velocidades de hasta 360 km/h, lo que permitirá reducir el tiempo del trayecto de París a Toulouse de las 5 horas y 35 minutos actuales a 2 horas y 55 minutos.
Después de publicar el proyecto final el 11 de enero de 2011, el proyecto presentado por RFF fue validado el 30 de marzo de 2012 por el ministro de Transportes de Francia.